# ТЕЦ Наванакорн (RATCH Cogeneration)
14°5′17″ пн. ш. 100°36′7″ сх. д. / 14.08806° пн. ш. 100.60194° сх. д.
ТЕЦ Наванакорн (RATCH Cogeneration) — теплоелектроцентраль, яка споруджена у тайській індустріальній зоні Наванакорн (дещо північніше від столиці країни Бангкоку).
В 2013 році на майданчику станції став до ладу парогазовий блок комбінованого циклу потужністю 120 МВт, в якому дві газові турбіни живлять через відповідну кількість котлів-утилізаторів одну парову турбіну.
Станція отримала 25-річний контракт на викуп 90 МВт електроенергії державною електроенергетичною компанією Electric Generating Authority of Thailand (EGAT). При цьому надлишок електроенергії та вироблена технологічна пара в обсягах 10 тонн на годину постачається підприємствам індустріальної зони Наванакорн.
У 2023 році ТЕЦ підсилили за рахунок незвичної технологічної схеми, в межах якої змонтували чотири генераторні установки на основі двигунів внутрішнього згоряння Kawasaki KG-18-T потужністю по 7,8 МВт, які також живлять котли-утилізатори. Паливна ефективність установок складає 51 %. Окрім збільшення електричної потужності на 31 МВт ТЕЦ тепер може постачати додаткові 7 тонн технологічного пару на годину. Можливо відзначити що подібну схему дещо раніше вже використали на іншій тайській ТЕЦ Berkprai Cogeneration.
Як паливо станція використовує природний газ. Індустріальна зона Наванакорн знаходиться поблизу газового хабу газового хабу Вангной, ресурс до якого надходить чи міг надходити через трубопроводи Бангпаконг – Вангной (з 1996-го), Ратчабурі – Вангной (з 2000-го, надалі реверсований) та Каенгкой — Вангной (з 2015-го).
Проект реалізували через Navanakorn Electric (NNE), головними акціонерами якої на момент введення станції в експлуатацію були компанії Toyo-Thai (належить Italian-Thai Development Public Company та японським Toyo Engineering Corporation і Chiyoda Corporation) та KOMIPO (дочірня структура південнокорейської Korea Electric Power Corp), що мали 44 % та 27 % участі відповідно. Надалі проектом зацікавилась Ratchaburi Electricity Generating Holding (також відома як RATCH), яка на 45 % належить згаданій вище EGAT. Після викупу нею у 2019 році часток Toyo-Thai, KOMIPO та ряду дрібних акціонерів RATCH отримала повний контроль над станцією (99,97 % акцій).
Можливо відзначити, що в тій же індустріальній зоні працює ТЕЦ Наванакорн від компанії Nava Nakorn Elecricity Generating Company Limited (NNEG).